# Ивановский, Лев Константинович
Лев Константинович Ивановский (1845—1892) — русский археолог.

## Биография
Сын Константина Иосифовича (Осиповича) Ивановского (ум. 1878) и Екатерины Григорьевны Ивановской (урожденная Быховец, внучка Ф. Н. Воронова). В семье было ещё два сына (Анатолий и Ипполит) и дочь (Антонина, замужем за князем Ухтомским).
В 1864 году был выпущен с серебряной медалью из 3-й Петербургской гимназии. После этого, окончив Медико-Хирургическую академию в 1871 году с золотой медалью, был врачом-ассистентом, лектором на женских медицинских курсах, а позднее — военным медиком в различных частях российской армии, в итоге поднявшись по карьерной лестнице до старшего доктора саперного батальона.
Параллельно врачебной деятельности Ивановский занимался археологией. В 1871 году он произвёл раскопки у реки Ловати с целью найти черепа чисто славянского типа; результаты поиска были опубликованы в работе «Материалы для изучения курганов и могильников юго-запада Новгородской губернии». В 1872 году им были произведены раскопки в окрестностях Гатчины, в 1873 году — курганов по Балтийской дороге, в 1874 году — в районе Ижорской возвышенности (на месте древней Вотской пятины, а также на Сити) по рекомендации Императорского Русского археологического общества, членом которого он стал 31 января 1873 года. Археологические работы Ивановского поражают своей масштабностью. Всего за всю свою научную деятельность он раскопал около семи тысяч древних курганов, находящихся ныне на территории Ленинградской области. Собранный и классифицированный им археологический материал, хранящийся в Государственном историческом музее, до сих пор является ценнейшим источником для исследований по культуре населения Великого Новгорода VIII—XV вв. — погребальному обряду, орудиям труда, украшениям, оружию. Исследования Ивановского имели определяющее значение для создания курганной хронологии; он первым связал археологический материал с данными древнерусских письменных источников. Обращаясь к его материалам, современные исследователи отмечают слишком краткую, часто небрежную фиксацию, пренебрежение особенностями погребального обряда и конструкции курганов, схематизм и ограниченность дневниковых записей. Однако огромный объём добытого материала оправдывают его дилетантизм в археологии.
Смерть застигла его во время описания богатой коллекции открытых им предметов. Завершил эту работу А. А. Спицын в 1896 году, издав монографию «Курганы Санкт-Петербургской губернии в раскопках Л. К. Ивановского»; участие в иллюстрации этого издания принимал Н. К. Рерих.
«Петербургский некрополь» В. И. Саитова указывает, что он похоронен на Гатчинском кладбище.

## Труды
- Курганы Вотской пятины Новгородской земли : Раскопки 1874 г.. — [Санкт-Петербург]: тип. Имп. Акад. наук, [1875]. — 8 с.
- Курганы Вотской пятины Новгородской земли : Раскопки 1875 г.. — [Санкт-Петербург]: тип. Имп. Акад. наук, [1879]. — 12 с.

## Источник
- Ивановский, Лев Константинович